# طاهرلی، جلیل‌آباد
طاهرلی (به ترکی آذربایجانی: Tahirli) یک منطقه مسکونی در جمهوری آذربایجان است که در شهرستان جلیل‌آباد واقع شده است. طاهرلی ۳۷۰ نفر جمعیت دارد.